# Rhinos Hockey Treviso
L'A.S.D. Rhinos Hockey Club Treviso è una società di hockey in-line di Treviso che partecipa al campionato di Serie A2.

## Storia
La società Rhinos Hockey Treviso fondata nel 1998 da Elisabetta Vivian e Daniele Cuzzuol, dispone di una squadra senior, una squadra amatoriale e 2 giovanili per un totale di 60 giocatori tesserati.
Archiviato il terzo posto in classifica nel Campionato di Serie B 2008/2009, per la squadra senior la stagione 2009/2010 prevedeva un unico obiettivo: la vittoria in campionato con conseguente ritorno in serie A2 dopo 2 anni di militanza in serie B.
La rosa dei giocatori dal 2009 è molto più ampia in seguito all'acquisizione dei giocatori dello Skating Mestre società ora sciolta.
Nel 2010 la squadra, allenata inizialmente da Milos Kupec e poi da Luca Dotto si classifica al quarto posto del Campionato di Serie B e accede quindi al Campionato di Serie A2 2010/2011.
Nel 2013/2014  III^ classificati  campionati Italiani UNDER 16 e  II^ classificati  campionati Italiani UNDER 18 allenatori Roberto Cantele e Antonio Vendrame
Nel 2014/2015 I^ classificati  campionati Italiani UNDER 18 allenatore Antonio Vendrame.
Nel 2015/2016 I^ classificati  campionati Italiani UNDER 20 allenatore Antonio Vendrame.
Nel 2016/2017 II^ classificati  campionati Italiani UNDER 20 allenatore Luca Dotto.
Nel 2019/2020 II^ classificati  campionati Italiani UNDER 14 allenatore Antonio Vendrame.
Nel 2015 subentra una nuova società Treviso Hockey ads fino al 2016 che si è trasformata in SPORTING TREVISO Associazione Polisportiva Dilettantistica con una fusione delle società con le società di pattinaggio Skating Club 90 e Pattinaggio Treviso  operanti all’interno degli impianti comunali di Treviso.
Le squadre Senior e giovanili che partecipano ai campionati FISR modificano la denominazione e logo in Rhinos Sporting Treviso
Nel 2015 nasce il gruppo amatoriale Marsoni del Sile che partecipa ai tornei UISP
Dal 2016 la squadra senior partecipa al campionato italiano FISR di Serie C.

## L'impianto

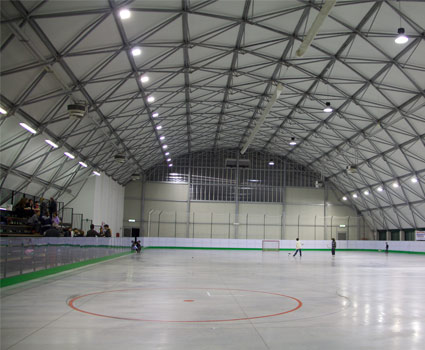
Pattinodromo delle Acquette Treviso

La squadra dispone infine di una nuova struttura sita a Treviso in via Cartieretta all'interno degli impianti sportivi di Santa Maria del Rovere, struttura molto ampia sia come dimensioni della pista di gioco che dello spazio per il pubblico.
Lo Sporting Treviso sez. Hockey  è affiliata alla Federazione Italiana Sport Rotellistici.